# Codex Laurentianus plut. 90.125
El Codex Laurentianus plut. 90.125, conegut també amb el nom de Gaddiano, és un còdex realitzat en la dècada dels 40 del segle XIV per Francesco di Ser Nardo da Barberino que conté La Divina Comèdia de Dante Alighieri.

## Història
Realitzat per Francesco di Ser Nardo da Barberino en els anys 40 del segle xiv (va ser completat l'any 1347), el còdex és un dels més antics que mostren La Divina Comèdia. A més d'incloure l'obra dantesca, el manuscrit conté també la Consolació de la filosofia d'Alberto della Piagentina da Boeci. Pel que fa a la secció que mostra La Comèdia, el còdex no contenia la part inicial dels tres Càntics, així doncs aquestes parts van haver de ser afegides al document a partir d'altres còdexs. El Codex Laurentianus 90.125 és també anomenat Gaddiano en tant que, abans de formar part de la Biblioteca Laurenziana, pertanyia a la noble família florentina dels Gaddi.

## Descripció
Pel que fa a la seva descripció, el còdex consta de 101 fulls que mesuren 37,5 x 27,5 centímetres i, com ja s'ha dit, conté un còdex sense cap de la Comèdia i un de la Consolació de la filosofia. Originalment s'havia de completar amb miniatures com el Trivulziano Codex 1080, i les lletres majúscules de cada cant són decorats alternativament de vermell i de blau. La parte de la Comèdia presenta escriptura bastarda de base cancelleresca.